# Druhá vláda Lubomíra Štrougala
Druhá vláda Lubomíra Štrougala existovala v období 9. prosince 1971 – 11. listopadu 1976. Šlo o první československou vládu ve které byli zastoupeni pouze ministři za KSČ.

## Seznam členů vlády
- předseda vlády: Lubomír Štrougal
- místopředseda vlády:
  - Josef Korčák
  - Peter Colotka
  - Ján Gregor, do 14. 9. 1976
  - František Hamouz, do 14. 9. 1976
  - Karol Laco
  - Matej Lúčan
  - Rudolf Rohlíček, od 14. 12. 1973
  - Jindřich Zahradník
  - Vlastimil Ehrenberger, od 14. 12. 1973 do 2. 12. 1974
  - Václav Hůla (též předseda Státní plánovací komise)
  - Josef Šimon, od 2. 12. 1974
- ministr zahraničních věcí: Bohuslav Chňoupek
- ministr národní obrany: Martin Dzúr
- ministr vnitra:
  - Radko Kaska, do 28. 2. 1973 (zemřel)
  - Jaromír Obzina, od 30. 3. 1973
- ministr financí:
  - Rudolf Rohlíček, do 14. 12. 1973
  - Leopold Lér, od 14. 12. 1973
- ministr zahraničního obchodu: Andrej Barčák
- ministr spojů: Vlastimil Chalupa
- ministr paliv a energetiky:
  - Jaromír Matušek, do 26. 9. 1974 (zemřel)
  - Vlastimil Ehrenberger, od 2. 12. 1974
- ministr práce a sociálních věcí: Michal Štanceľ
- ministr hutnictví a těžkého průmyslu:
  - Josef Šimon, do 2. 12. 1974
  - Zdeněk Půček, od 2. 12. 1974
- ministr pro technický a investiční rozvoj: Ladislav Šupka
- ministr dopravy:
  - Štefan Šutka, do 21. 11. 1975
  - Vladimír Blažek, od 21. 11. 1975
- ministr zemědělství a výživy:
  - Bohuslav Večeřa, do 14. 9. 1976
  - Josef Nágr, od 14. 9. 1976
- ministr všeobecného strojírenství: Pavol Bahyl, od 1. 1. 1974
- ministr – místopředseda Státní plánovací komise:
  - Karol Martinka, do 11. 12. 1972
  - Pavol Bahyl, od 25. 1. do 14. 12. 1973
  - Vladimír Janza, od 14. 12. 1973
- ministr – předseda Federálního cenového úřadu: Michal Sabolčík
- ministr – předseda Výboru lidové kontroly:
  - Drahomír Kolder, do 20. 8. 1972 (zemřel)
  - Josef Machačka, od 30. 10. 1972 do 6. 2. 1976
  - František Ondřich, od 6. 2. 1976